# Villaharta
Villaharta è un comune spagnolo di 630 abitanti situato nella comunità autonoma dell'Andalusia.